# Коршівський район
Коршівський район — колишній район Станіславської (нині Івано-Франківської) області. Адміністративним центром району було село Коршів.

## Адміністративний поділ
Коршівський район утворений згідно указу Президії ВР УРСР від 17 січня 1940 року зі ґмін Коломийського повіту: Камьонкі Вєлькє, Коршув, Свєнти Станіслав і Тлумачик.
В лютому 1940 р. село Княждвір поділено на два: Горішній Княждвір і Долішній Княждвір з окремими сільрадами, а 23 жовтня 1940 р. указом Президії Верховної Ради УРСР Княждвір Горішня і Княждвір Долішня сільські ради передані з Коршівського району до Печеніжинського. Тим же Указом Президії Верховної Ради УРСР 23 жовтня 1940 р. Хороснівська сільська рада передана з Отинянського району до Коршівського. До складу району входили 17 населених пунктів: Ліски, Казанів, Велика Кам'янка, Жукотин, Лісна Слобідка, Лісний Хлібичин, Раківчик, Михалків, Сідлиска, Станіславівка, Товмачик, Фатівці, Черемхів, Шепарівці, Йосипівка (Сьвенти Юзеф), Хоросна і власне Коршів. 

## Передвоєнний період
Постановою Політбюро ЦК КП(б)У від 13 лютого 1940 року було призначено Коршівський районний комітет Комуністичної партії (більшовиків), який очолив перший секретар Конченко М. С. (до призначення працював начальником племсвинорадгоспу № 809 Благодатнівського району Одеської області).
Виконком району очолив східняк Ручко Дмитро Якович. При райвиконкомі було організовано роботу основних відділів і служб районної влади. Коршівський райвиконком призначав і затверджував сільські виконкоми.
Відповідно до наказу НКВС СРСР від 26 лютого 1940 року в Коршеві стали працювати Коршівське районне відділення НКВС, режимна служба МДБ, райпрокуратура і райсуд, районний ЗАГС при НКВС.
З початком радянсько-російської окупації на Коломийщині, а потім і в Коршівському районі було налагоджено роботу радянської системи освіти та введено радянське церковне законодавство.
Коршівський район був сільськогосподарським районом. Весною-літом 1940 року в районі було організовано перші колгоспи в селах Черемхів та Великій Кам'янці. 
У 1940 році в селі Жукотин було створено Коршівську районну МТС.
На час збирання зернових у 1940 році у Коршівському районі було 44 молотарки (з них у районній МТС 5 молотарок, 1 локомобіль і 2 двигуни).
Тоді ж на території колишньої німецької компанії в селі Лісна Слобідка було відкрито набір на навчання сільськогосподарської школи, потім — сільськогосподарського технікуму агрономів-рільників.
У квітні 1940 року в селі Казанів було відкрито Коршівську районну амбулаторію, а у селі Велика Кам'янка — Коршівську райлікарню. До середини 1940 року амбулаторії було також відкрито у селах Лісна Слобідка та Товмачик.
Згідно планів райвиконкому одноосібні господарства притягалися до обов'язкових державних платежів, позик та поставок зерна, городніх культур, молока, масла, м'яса і яєць. Для переробки молока навесні 1940 року в Коршеві було відновлено роботу Коршівського районного маслозаводу.
На виконання позики третьої п'ятирічки в липні 1940 року переважна кількість селян району змушені були підписатись на першу для галичан радянську позику в розмірі місячної зарплати. В цій обов'язковій кампанії із 6730 господарств району 5581 господарство було охоплено цією позикою.
Зимою 1940 року районний радянський режим розпочав у районі широкомасштабні репресії колишнього сільського активу та депортації польських осадників і мазурів.
18 березня 1941 року було зареєстровано сільськогосподарську артіль (колгосп) ім. Паризької комуни в районному Коршеві.

## Район у горнилі Другої світової війни
З початком радянсько-німецької війни 1 липня Коршівський район на правах союзників зайняли угорські війська. З приходом на Коршівщину німецько-угорської військової і політичної машини почалось життя при новій німецькій окупації і школі.
3 початку квітня 1944 року через села Коршівського району прокотився фронт радянсько-німецької війни. На окраїнах Коршева та інших місцевостей бійці радянської армії зіткнулись з добре укріпленою оборонною лінією німецько-угорських військ. В перебігу фронтових буднів Коршівського району фронт стабілізувався по лінії сіл Михалків-Черемхів-Коршів-Казанів-Лісна Слобідка-Раківчик.
Впродовж майже чотирьох місяців села району за винятком В.Кам'янки-Фатівців-Шепарівців, були ареною бойових дій та епізодичних зіткнень військових частин, де антагоністичні сторони старались просунути фронт: радянська армія у бік заходу — Отинії-Станіслава, а німецько-угорські частини — у бік Коломиї.
У зв'язку із воєнними діями з 18 травня 1944 року з 10 зайнятих Червоною армією сіл Коршівського району було відселено (евакуйовано) 3378 дворів, 10403 людей, 551 коня. Для «охорони» майна у селах залишилось 295 осіб. Села Черемхів, Лісний Хлібичин та інші, які були під німецько-угорськими військами змушені були із своєї ініціативи виїжджати в напрямку Коломиї.
24 травня 1944 року в Коршеві відновив роботу райком КП(б)У. Однак через воєнні дії тут діяв тільки військовий відділ.
Згідно акту комісії Коршівського райвиконкому від 23 березня 1945 року та свідчень очевидців подій того часу в Коршівському районі під час окупації було розстріляно (загинуло за різних обставин) 236 осіб і відправлено у Німеччину 1316 осіб.
22-23 липня по всій лінії фронту і біля районного Коршева розпочався генеральний наступ і остаточне захоплення решти сіл Коршівського району Червоною армією.
Згідно одного із «Именных списков безвозвратных потерь офицерского, сержантского и рядового состава» військових частин є прізвища 275 солдатів, що загинули саме в Коршеві, 170 — у Черемхові, 115 — у Жукотині, 118 — у Михалкові, 176 — у Лісках, 179 — у Л.Слобідці, 137 — у Товмачику, 57 — у В.Кам'янці, 6 — у Фатівцях, 17 — у Л.Хлібичині, 35 — в Юзефівці, 20 — у Красучині, 12 — у Станіславівці тощо.
Як тільки фронт встановився на окраїні районного Коршева, польові воєнкомати Коломиї та Коршева разом із військовими відділами НКВС виявляли і проводили мобілізацію осіб призовного віку на фронт. Мобілізувавши на фронт в перші місяці діяльності радянської влади і їх військових відділів переважну кількість здорового чоловічого населення, Коршівський райвоєнкомат вишукував резерви поповнення армії і домігся за перший післявоєнний рік призову 99 % чоловіків всіх продатних служити в ЧА.
Форпости німців падали один за одним, але й сотнями падали мобілізовані з сіл Коршівського району солдати Червоної армії.

## Післявоєнний період
З кінця липня 1944 р. у Коршівському районі стало відновлюватися повоєнне життя за колишніми радянськими законами.
В числі перших радянсько-партійних органів влади відновив роботу райвиконком і його відділи. Головою виконкому Коршівської районної Ради депутатів трудящих надалі в різні роки були Грибчук Т. М., Костишин Д. П., Чумак С. І., Стрельченко Л. І.
Основну і спрямовуючу роль в усіх сферах коршівського життя та організації роботи з питань пропаганди і агітації радянського способу життя відігравав відновлений 17 серпня 1944 року рішенням бюро обкому партії Коршівський районний комітет КП(б)У. Першими секретарями Коршівського райкому партії в різні роки були Балімов Е. Є., Богданов І. Є., Верба П. Т., Мойсеєнко М. А.
Незабаром відновили свою роботу також інші районні служби, і серед них районне статистичне управління, ЗАГС, райпрокуратура, суд, райспоживспілка, комунальні та інші установи, сформовано районний відділ НКДБ (1944—1946, МДБ — 1946—1954 та КДБ — 1954—1959), райвідділ міліції, яким підпорядковувались дільничні міліціонери по селах.
Після повернення із евакуації жителі району почали відбудовувати свої домівки, обробляти занедбані городи, відновили сільські храми.
Для «добровільної» допомоги Радянській армії трудящі Коршівського району «зібрали» на будівництво танкової колони «від трудящих Станіславської області» 43012 крб., 2068 крб. до фонду допомоги родинам військовослужбовців та виконали при плані 650 цнт — 194 цнт (28,9 %) хлібоздачі до фонду ЧА.
Незабаром Коршівський райфінвідділ і відповідні служби райвиконкому провели інвентаризацію землі, майна й інвентаря та завдані війною збитки.
Так в користуванні індивідуальних господарств району було 11861 га землі, колишньої поміщицької, яка ще не використовувалась 1130 га, невжитків — 5021 га. 80 % господарств не мали коней (загалом робочих коней по району було 1042 голови, а господарств без робочих коней було 3950). Плугів у районі було 619, возів 589, молотарок 24, віялок 260. На одного коня в районі припадало 14 га орної землі (у Черемхові 39 га, Михалкові 36 га, Товмачику 50 га). Корів у районі було 3623 голови (безкорівних господарств було 1429 або 28 %).
Актом райвиконкому від 24 грудня 1944 року колгоспам Коршівського району було визначено збитки на суму 23565707 карбованців.
Актами, складеними в березні 1945 року фінвідділом райвиконкому, було визначено збитки одноосібним господарствам району. Так, у районі було 3217 сільських будинків і 5325 надвірних будівель і в тому числі тимчасових. В результаті бойових дій було спалено і розбито 2635 сільських будинків і 4379 надвірних будівель, завдано збитків 2566 дворам на суму 159981300 карбованців, забрано у населення 909 коней та 2930 корів.
З відновленням районної влади в Коршеві було відновлено роботу Коршівської МТС. Парк механізації МТС тоді становив: тракторів — 3 колісні (У-2), авто — вантажні 2 до 1.5 тони, молотарка — 1, плуги лемішні — 3, тракторний причіп — 1, інше обладнання — 1. З 1952 року коштами держави і колгоспів в Коршеві зводились капітальні приміщення районної МТС. При МТС і райвиконкомі діяла також агрономічна і зоотехнічна служби.
Поповнення державного бюджету післявоєнного періоду йшло за рахунок податків, зборів, позик і держпоставок. План обов'язкових поставок і платежів Коршівський райвиконком доводив до кожної сільської ради і кожного господарства. Для накладення величини податків рахівники, що призначались сільськими радами проводили опис кількості городу, поля, саду, плодових дерев, корів, свиней, курей та качок. Так згідно перепису по селах і контролю за якістю перепису станом на 01.10.1955 року в Коршівському районі було ВРХ — 7184 голів в тому числі корів 3779 голів; свиней — 6449 голів в тому числі свиноматок 986 голів; овець — 2192 голів в тому числі вівцематок 1377 голів; кіз — 2353 голів в тому числі козоматок 1702 голів; коней — 1266 голів в тому числі кобилематок 530 голів, робочих коней 926 голів.
Відповідальні працівники районних державних установ проводили роботу щодо забезпечення виконання обов'язкових поставок і платежів. Для «допомоги» селянам в Коршівському районі на кінець 1944 року діяли 17 агітколективів, 373 агітатори: 95 комсомольців, 47 комуністів, 125 інтелігентів, 137 колгоспних агітаторів. Агітаторами проведено 17637 бесід і читок газет, де охоплено 148733 людини. Лекторська група включала в себе 18 людей. Серед селян району проведено більше 150 зборів і мітингів якими охоплено більше 30 тисяч чоловік.
Овочеву продукцію, шкіри свиней, худоби та кіз, що збиралась як держподатки із селянських господарств і колгоспу до початку 50-х років звозили у заготівельні пункти міста Коломиї. З середини 50-х років у Коршеві, як райцентрі, було побудовано склади «Заготживсировини», заготівельно-приймальний пункт шкір та обладнано засолпункт, де проводилась консервація овочів.
З відновленням обов'язкових поставок молока в Коршеві відновив роботу районний маслозавод. Для збору молока від населення в селах району було відкрито сільські молокоприймальні пункти.
З метою залучення від населення готівкових коштів для фінансування заходів, пов'язаних із війною і відбудови народного господарства районні управління держтрудощадкас та держкредиту розповсюджували в кожному із сіл району державні позики, облігації та лотереї.
Станом на 13 травня 1945 року на основі масово-агітаційної та політико-виховної роботи по району було здано: хлібопоставки — при плані 315 цнт виконано 315 цнт; м'ясопоставки — при плані 562.8 цнт виконано 1082 цнт; молокопоставки — при плані 193545 літрів виконано 89810 літрів; картопля — при плані 10702 цнт виконано 804 цнт. Держпозика охоплена на суму 257175 крб (з них зібрано 156622 крб). Грошової лотереї реалізовано на 40480 крб (з неї зібрано готівки для держави 22673 крб).
Крім обов'язкових держпоставок з городу і поля жителів району обкладали різними трудовими повинностями і серед них заготівля дров з місцевих лісів, ділової деревини для шпал, кріпильного лісу для вугільної та гірничорудної промисловості, будівельного лісу для промислових новобудов та військових об'єктів в Ділятинському, Яремчанському та Микулинецькому лісопункті, а також відпрацювання трудгужповинності на дорогах не менше 6 днів. З часу організації колгоспів роботи з впорядкування доріг проводились силами колгоспів в межах їх громадських земель.
Задля аналізу і планування господарства Коршівського району в жовтні 1945 року адміністративним апаратом району було складено воєнно-економічну карту району.
Показники діяльності та стан економіки Коршівського району в перший рік післявоєнної відбудови виглядали наступним чином: Площа району: 253.93 кв.км. Кількість населених пунктів: 17. Кількість сільських рад: 16. Кількість дворів: 5005. Кількість криниць: 1552. Земельні угіддя: 25393 гектари: з них 13781 га орних, 1457 га сінокосів, 1083 га пасовищ, 1984 га будинкових земель, 7 га під фруктовими садами, 6387 га лісів і чагарників, 112 га боліт і озер, 519 га під дорогами та 63 га інших земель.
Загальна кількість сільського населення 16882 осіб (7207 чоловіків і 9675 жінок) і в тому числі до 18 років — 3122 хлопців і 3532 дівчат, від 18 до 50 років — 2867 чоловіків і 4620 жінок, старших 50 років — 1218 чоловіків і 1533 жінок. Все населення задіяне працею.
Площа навчальних закладів (9 шкіл) району 2225 м2.
Площа 7 клубів району 610 м2.
Для санітарного та медичного обслуговування в районі діяли: лазні — 4, санпропускник та дезкамера — 1 (В.Кам'янка), санстанція — 1 (Коршів), фельдшерські пункти — 2 (Жукотин, Слобідка Лісна), фельшерсько-акушерські пункти — 3 (Сідлиска, Л.Хлібичин, Шепарівці), амбулаторії — 2 (Коршів, В.Кам'янка) з пропускною можливістю 80 осіб за добу (3 працівники середнього медперсоналу та 4 людини обслуговуючого медперсоналу). Лікарня (с. В.Кам'янка) на 25 ліжок — 8 терапевтичних, 5 хірургічних, 12 інфекційних (2 лікарі, 2 працівники середнього медперсоналу та 10 людей обслуговуючого медперсоналу), ветлікарня — 1 (2 ветфельдшери) та 2 зооветпункти (6 осіб ветперсоналу).
Тваринництво району становило: коні — радгосп 38 голів та одноосібники 1131 голова, а також 328 голів молодняка і 66 племінних голів; ВРХ — радгосп 3 корови та одноосібники 3525 корів, а також 1143 голів молодняка і 16 биків.
Гужевий транспорт: 577 возів і в тому числі 119 однокінних, 309 упряжі кінської.
Посівні площі району становили: радгосп 312 га та одноосібники 11076 га, в тому числі 1244 га пшениці, 2415 га жита, 1863 га ячменю, 2474 вівса, 941 га кукурудзи, 83 га проса, 51 га гречки, 196 га льону і коноплі, 408 га бобових, 1329 картоплі.
Задля «ефективної» роботи партійних і господарських установ району Коршівський райвиконком і райком КП(б)У старався збільшувати кількість «справжніх» комуністів. Так у травні 1944 року парторганізація в райкомі, райвиконкомі та інших радянських органах включала 9 комуністів. 12 лютого 1945 року тут працювало уже 32 комуністи. На керівних партійних, радянських і господарських роботах Коршівського райцентру на кінець 1949 року уже було 47 комуністів і кандидатів (з них 4 були з місцевих). На обліку у райкомі партії було 137 комуністів, з них 71 з місцевих. В 1953 році Коршівська райпарторганізація налічувала 90 комуністів і 28 кандидатів у члени партії.
З перших післявоєнних місяців у селах району почали діяти комсомольські організації. Стараннями секретарів Коршівського РК ВЛКСМ у Коршівському районі у 1948 році налічувалося 220 комсомольців.
Для виховання шкільної молоді в дусі марксистсько-ленінської і сталінської ідеології в кожній школі району діяла учнівська комсомольська організація старших класів, піонерська організація середніх класів та жовтенятка молодших класів. Так на початок 1951 року в двох середніх школах Коршівського району число комсомольців зросло до 60 чоловік. Загалом у школах району цього року було 119 комсомольців і 2067 піонерів.
В травні 1945 року було засновано Коршівську районну друкарню. Поряд із іншою типографською продукцією тут друкували газету «Ленінська зоря» — орган Коршівського РК КП(б)У та районної ради депутатів трудящих. З часу проведення суцільної колективізації в Коршівському районі політвідділ МТС з вересня 1950 року почав видавати ще одну районну газету «Колгоспник».
З 1945 року в Коршівському райцентрі діяла поштова централя і одна агенція в с. Л.Слобідка. Для масового поширення преси в Коршеві було організовано райвідділ «Союзпечати».
Організація дозвілля і зборів селян та здійснення комуністичної та атеїстичної пропаганди районна влада проводила у клубах. В 1951 році у Коршеві було введено в дію нове дерев'яне приміщення районного будинку культури.
В березні 1947 року в клубі Коршева, як районному центрі, було встановлено стаціонарну кіноустановку. В 1955 році в Коршівському районі уже діяло 6 кіноустановок.
Великого значення Коршівська районна влада надавала роботі хат-читалень та районної і сільських бібліотек. Так у 1946 році Коршівська районна бібліотека, маючи великий фонд радянської літератури, одержала 118 книг щодо суспільно-політичних питань, 80 книг творів «класиків марксизму-ленінізму», 65 книг по природничих, 114 художніх, 200 з інших питань, але в бібліотеці було зареєстровано лише 63 читачі. У 1947 році у Коршівському районі діяло 6 сільських бібліотек і одна районна бібліотека. Коршівська райбібліотека в цьому році нараховувала 2042 екземплярів книжок. Через три роки (у 1950 році) книжковий фонд райбібліотеки становив 10105 книжок. Бібліотека при парткабінеті нараховувала 812 книг політичної літератури. У 1955 році в селах Коршівського району працювало 15 клубів, 16 бібліотек, 2 хати-читальні. В бібліотеках налічувалося 85 тисяч томів політичної та іншої літератури.
Розширювали свою роботу і медичні заклади. Так у 1955 році в Коршівському районі було 2 лікарні, ліжок в лікарнях — 55 (20 — дільнична лікарня с. Велика Кам'янка, 35 — районна лікарня с. Коршів), 9 медпунктів, 2 аптеки. В них працювало 11 лікарів і 64 працівники із середньою медичною освітою. В одному із корпусів лікарні діяв райтубдиспансер. При Коршівському райздороввідділі було також організовано роботу районної санепідемстанції.
Зразу ж з післявоєнних місяців у Коршеві було налагоджено роботу Коршівського районного відділу народної освіти (РайВНО), куди належали 9 неповних середніх шкіл та 16 початкових шкіл у селах району. Так, на кінець 1945/46 навчального року в Коршівському районі навчались 2278 учнів та працювало 49 вчителів. Тоді ж було взято на облік неписьменних 580 осіб і малописьменних 460 осіб. При відділі освіти працювали інспектори РайВНО, а з 1952 року методкабінет. В Коршівському районі у 1955 році працювало 18 середніх, семирічних і початкових шкіл, в яких навчалося майже три тисячі дітей колгоспників та працювало 167 вчителів. Однак станом на 1 грудня 1952 року в Коршівському районі ще нараховувалося 394 неписьменних та 491 малописьменний житель. Для охоплення навчанням робітничої молоді Коршівська районна влада ще з 1946 року організовували роботу при школах в селах вечірньої школи навчання робітничої молоді.
Коршівська районна влада змушувала педагогів боротися проти національних і реліґійних свят та насаджувати російські й комуністичні цінності і свята. Вчителі повинні були бути взірцем і активним пропагандистом марксистсько-ленінської освіти, агітаторами на виборах та активістами у запровадженні радянського способу життя, виконанні планів позик і обов'язкових платежів і поставок.
Старожили району ще і сьогодні добре пам'ятають голод 1946—1947 років — справжню траґедію повоєнних років. За приблизними підрахунками і звітами тих років, в Коршівському районі померли з голоду в 1946/1947 і весною 1947 року 32 особи.
З 1947 року радянська влада заборонила УГКЦ та підпорядкувала її до російської православної церкви. Церковні будівлі і майно було націоналізовано державою. Коршівський райфінвідділ періодично проводив інвентаризацію і опис культового майна церковного будинку, що був у користуванні сільського приходу РПЦ.
В програмі проведення репатріації польських сімей, які «побажали» виїхати з сіл Коршівського району, було 585. Станом на 20 жовтня 1946 року в Коршівський район було переселено 303 сім′ї з Польщі. Цим родинам було відведено 1264 га землі, в першу чергу із земель поляків, що виїхали в Польщу.
Великою подією для сіл Коршівського району з кінця 1940-х — початку 1950-х років став початок електрифікації частини адміністративних та житлових будинків і тваринницьких ферм колгоспів за допомогою «електростанцій», що в певні години приводились в рух бензиновими двигунами
Жителі району мали обов'язок перед радянською владою іти голосувати на «найсправедливіші і найдемократичніші» радянські «вибори» депутатів Верховної Ради СРСР і УРСР та обласних, районних та сільських рад, «обираючи» до цих органів «своїх» представників блоку партійних і безпартійних активістів. Для організації і проведення виборів та забезпечення 100 % результатів голосування запропонованих кандидатів Коршівський райвиконком та райком партії, як центр агітаційно-масової роботи, організовували виборчі дільниці, підбирали «надійних» членів і голів виборчих комісій і дільниць.
На час підготовки і проведення виборів у кожному із сіл району активізувалась агітаційно-політична робота десятихатників та агітколективів. Так, наприклад, для проведення виборів депутатів сільських, районних та обласних рад виборів 21 грудня 1947 року в районі було організовано 31 виборчий округ (сам райцентр Коршів мав 3 округи). З числа 10586 виборців Коршівського району за списками тоді взяли участь у голосуванні 10586 осіб (100 %) та проголосувало за кандидатів облради 10580 осіб (99.98 %), райради 10577 осіб (99.96 %) та сільських рад 10585 осіб (99.99 %).
Старанням районної влади на весну 1949 року було організовано 5 колгоспів, у які було загнано 903 господарства-одноосібники.
У 16 селах Коршівського району станом на 1 січня 1950 року було закріплено 25356 га землі, налічувалось 4370 індивідуальних господарств з населенням 17986 осіб. У 9-ти селах району на цей час було організовано 11 колгоспів. На травень 1950 року в Коршівському районі уже було 22 колгоспи.
Одним із шляхів підвищення продуктивності праці і покращення показників роботи в районі були соціалістичні змагання між селами, колгоспами, ланками та окремими колгоспниками. Одним із способів популяризації колгоспного виробництва була демонстрація кращих зразків сільськогосподарської продукції колгоспів на Коршівській районній виставці.
На виконання заходів щодо забезпечення робочою силою підприємств і шахт у Донбасі та Східних районах України Коршівський райвиконком призивав молодь на навчання у будівельні, гірничопромислові школи і школи фабрично-заводського навчання з обов'язковим відпрацюванням певного терміну на Донбасі.
Для поповнення робітничими кадрами будов і шахт Донбасу та колгоспів у південних і східних областях України районна влада організовувала набір робітників та організоване переселення. Так у 1953 році Коршівський район мав відправити 100 осіб у Сталінську (Донецьку) область та набрати 110 робітників для роботи у промисловості і на будівництві Донбасу, а на наступний рік на ці роботи планувалось набрати 200 осіб.
Крім переселенців та оргнабору Коршівський райвиконком відповідно до свого плану відправляв колгоспників на сезонні сільськогосподарські роботи в південних областях УРСР та Казахстані.
Коршівський район — сільськогосподарський район, тому райвиконком проводив інвентаризацію земель району, аналізував ефективність використання земель та, відповідно, кількості зібраних податків і зборів з колгоспів і одноосібних господарств. Так стан землекористування в Коршівському районі станом на 01 листопада 1958 року становив: всього земель — 25014 гектарів, 14883 га земель у колгоспах району, 1685 га присадибних земель в особистому користуванні колгоспників, робітників і службовців на колгоспних землях, 1550 га землі в радгоспі міністерства м'ясопродуктів, 792 га землі в допоміжних, відгодівельних організацій та інших підприємств з сільськогосподарським виробництвом, 68 га земель держземфонду (городи робітників та службовців), 5387 га земель у держлісфонді та 649 га земель несільськогосподарського призначення. Площі сільськогосподарських угідь — 23755 гектарів в тому числі орних 12853 га, перелогів 1459 га, сінокосів 1361 га, пасовиськ 898 га, садів 242 га, чагарників 202 га, лісів 6942 гектарів.
Відповідно до Постанови ЦК КПУ і РМ УРСР від 27 травня 1958 року в Коршеві було ліквідовано машинно-тракторну станцію (МТС) і утворено Коршівську ремонтно-тракторну станцію (РТС). Техніка, яка була при МТС, передавалась в колгоспи за відповідну сплату її залишкової вартості.
У червні 1958 року в Коршеві було створено районну інспекцію по сільському господарству.

## Діяльність ОУН і УПА
На території району діяла районна організація ОУН, очолювана районним проводом ОУН, який підпорядковувався Коломийському надрайонному проводу ОУН.
На охороні прав і свобод місцевих жителів стояли теренові організації ОУН-УПА. Репресивні органи робили все можливе, щоб своєю жорстокістю залякати місцеве населення, членів ОУН та симпатиків підпілля. Серед жителів району завжди знаходились герої, що жертвували собою заради України. Заарештованих повстанців катували і допитували в Коршівській тюрмі, а потім відправляли по етапу дальше. В цій боротьбі брали участь не тільки повстанці УПА, члени ОУН, але і члени їхніх сімей.
Великого переполоху для Коршівської райради набув бій повстанців із активом і відділом НКВС Коршівського району 12 жовтня 1944 року, коли останні втратили 13 осіб убитими, в тому числі райпрокурора, начальника районного НКВД, районного секретаря комсомолу і 6 осіб полоненими. Тоді ж повстанці здобули багато зброї, взуття й уніформ. Через рік урядовці районного центру знову були в паніці. Тоді вночі на 1 листопада 1945 року повстанська боївка напала на райцентр Коршів і визволила із КПЗ 15 заарештованих, знищила контору МТС, радіовузол, квартиру прокурора, сільраду і їдальню.
З метою блокади «заражених» повстанцями територій Коршівського району та посилення боротьби з підпіллям з 15 січня 1946 року в Коршеві було розміщено гарнізон військової частини № 2264. Рішенням Коршівського райкому партії і райвиконкому із молоді сіл району без відриву від виробництва було сформовано винищувальний батальйон в кількості 75 чоловік під керівництвом начальника РВ НКВС. Також у Коршівському районі при зброї були: міліційних органів біля 30 осіб, спецвідділ військ МВС райцентру біля 40 чоловік, які разом із солдатами гарнізону становили велику силу. У ті повоєнні роки в Коршеві і районі відбувалися нескінченні облави, труси та засідки. Так тільки за липень 1948 року в Коршівському районі було зроблено 36 засідок, а за серпень 45 засідок. Правда всі ці засідки не дали більшовикам бажаного успіху.
Для дезінформації місцевого населення та з метою виявлення підпілля, боївок та членів і симпатиків ОУН Коршівська влада створювала рейдуючі загони органів МВС, які діяли під виглядом «повстанців» і провокували місцеве населення. Так у 1948 році охорона Коршівського райцентру числила біля 100 бійців ВВ МВД. З цього гарнізону було створено 9 псевдобоївок СБ, які були дуже активні. Крім того тоді ж в районі діяли 2 боївки з Коломиї. СБ ОУН боролася з ними, як от була викрита група грабіжників, організована  РВ МДБ із завербованих місцевих жителів на чолі з Василем Ясінчуком чи ліквідований агент-бойовик Коршівського РВ УМДБ Іван Міняйлюк.
З метою пришвидшення процесу «радянізації» та ізоляції «класових ворогів» комуно-більшовицький режим з перших післявоєнних місяців і років вдався до терору населення шляхом арештів та примусової депортації у Сибір «неблагонадійних елементів», родин, які влада підозрювала у причетності до партизанського руху і підпілля та заможних селян, яких влада назвала «куркулями». Майно репресованих і вивезених негайно конфісковували і брали на облік у райфінвідділі.
За даними облуправління МГБ у 1949 р. в Коршівському районі підпілля ОУН найактивнішим було в селах Лісна Слобідка і Раківчик.
Із поступовим придушенням збройного спротиву ОУН-УПА під кінець 1940-х років кількісний склад Коршівського військового гарнізону зменшували, а з початком 50-х років його було переведено в Коломию. Тоді ж було ліквідовано також і Коршівський районний винищувальний батальйон.

## Ліквідація району
Постановою ВР УРСР від 11 березня 1959 року було ліквідовано Коршівський район.
Рішенням виконкому Станіславської обласної ради депутатів трудящих від 21 березня 1959 року сільські ради Коршівського району було передано у райони області: Лісно-Слобідську, Раківчицьку та Шепарівську — до Коломийського, Велико-Камʹянецьку та Жукотинську — до Обертинського, Товмачицьку — до Ланчинського, Казанівську, Лісківську, Лісно-Хлібичинську, Сідлищанську, Черемхівську та Коршівську — до Отинянського району.
Тоді ж припинили свою діяльність Коршівський райком КПУ, райвиконком та районні державні установи.